# Florian Schnetzer
Florian Schnetzer (* 4. Oktober 1989 in Unterach am Attersee) ist ein österreichischer Volleyball- und Beachvolleyballspieler.

## Karriere Beach
Schnetzer spielt seit 2002 Beachvolleyball. Seine Partner auf nationalen und europäischen Turnieren sowie auf der FIVB World Tour waren 2011 Josef Buchner, 2012/2013 Tobias Koraimann und 2014/2015 Michael Murauer.
2016 und 2017 spielte Schnetzer an der Seite von Peter Eglseer. 2016 gewannen Eglseer/Schnetzer die Goldmedaille bei den European Universities Games in Zagreb und wurden österreichische Staatsmeister. 2017 wurden sie beim FIVB 1-Stern-Turnier in Langkawi Zweite. 2018 war Daniel Müllner Schnetzers Partner. Mit Peter Eglseer stand er im Juli 2019 im Endspiel des FIVB 2-Sterne-Turniers in Qidong. Im selben Monat gewannen Eglseer/Schnetzer in Slowenien die Europameisterschaft der Studenten.
Nach Eglseers Karriereende spielte Schnetzer zwei FIVB-Turniere mit Laurenz Leitner (August 2019 1-Stern Montpellier Platz drei und Februar 2020 2-Sterne Phnom Penh Platz vier). Von 2020 bis 2024 spielte er mit Lorenz Petutschnig vorwiegend auf Turnieren in Österreich.

## Karriere Halle
Schnetzer spielt auch Hallenvolleyball auf der Libero-Position und war bei den Erstligisten Supervolley OÖ, VCA Amstetten NÖ, VBK Klagenfurt, SG VC/SV MusGym Salzburg und UVC Ried aktiv.